# Anaglyphes de Trajan
Les Anaglyphes de Trajan (en latin : Plutei Traiani) sont deux panneaux en marbre ornés de bas-reliefs qui datent du début du IIe siècle. Ils sont actuellement exposés dans la Curie Julia mais ne font pas partie de cet édifice à l'origine. Ils offrent de précieux renseignements sur la topographie du Forum du début du IIe siècle qui est représenté sur toute sa longueur en arrière-plan sur les reliefs.

## Localisation
Les Plutei Traiani étaient exposés sur l'esplanade centrale du Forum Romain mais leur localisation précise n'est pas connue. Ils ont été retrouvés en septembre 1872 sous une construction médiévale connue sous le nom de Torre del Campanaro, devant l'arc de Septime Sévère. Il est possible qu'ils aient été placés sur une base dans cette partie du Forum, ou peut-être ont-ils décoré les Rostres impériaux ou ceint le marbre noir du Lapis Niger. Une autre hypothèse situe les deux reliefs de part et d'autre du carré de terre meuble sacré où poussent un figuier, un olivier et un plant de vigne à côté desquels se dresse la statue de Marsyas,, (voir le plan).

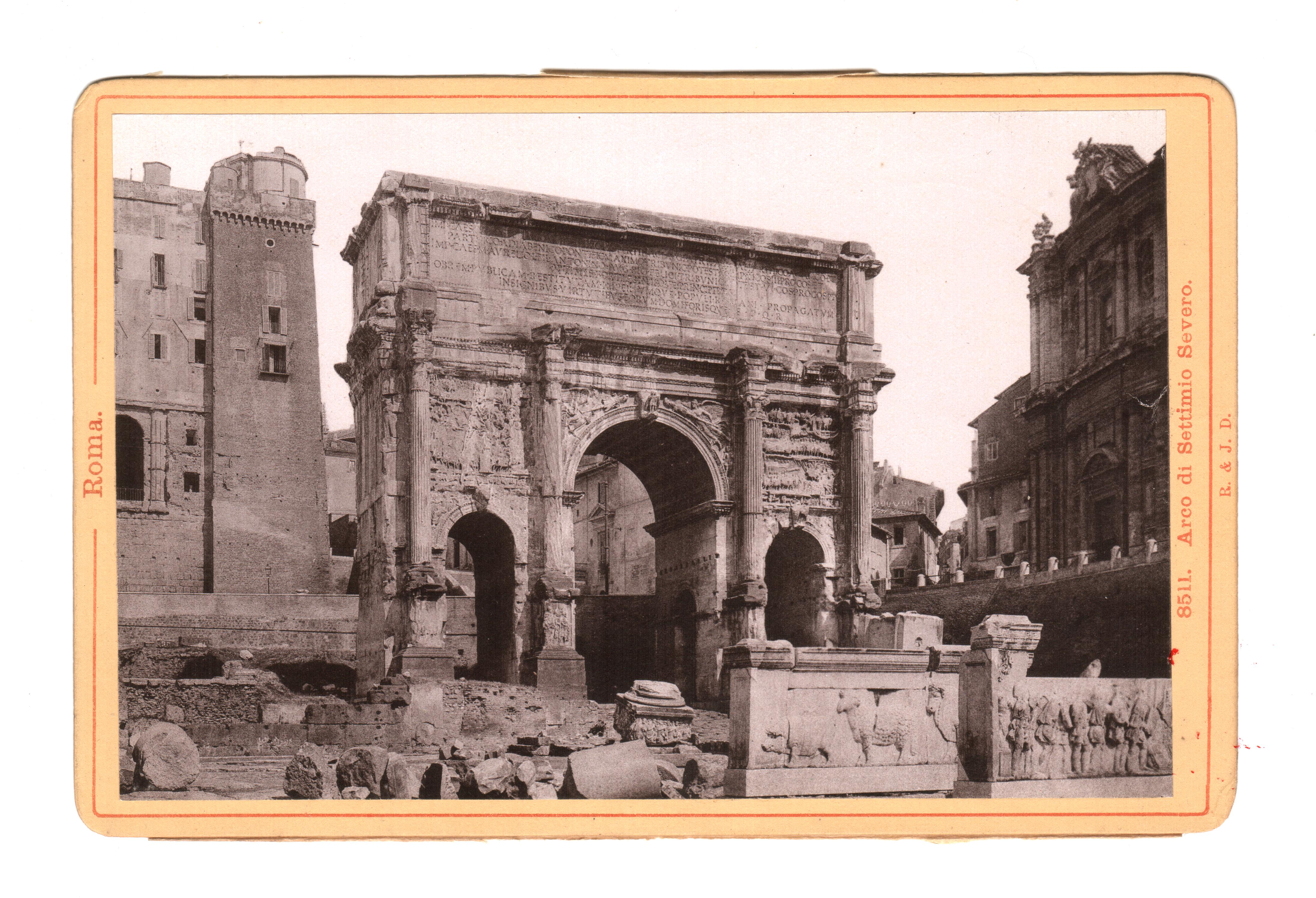
Carte postale ancienne, les Plutei sur le forum devant l'arc de Septime Sévère.

## Description
Les panneaux, deux grands orthostates d'une longueur d'environ 5 mètres, ont été retrouvés se faisant face, orientés selon un axe sud-ouest nord-est. Sur les faces internes figurent la procession des suovetaurilia, un porc, un bélier et un taureau qu'on s'apprête à sacrifier et qui sont ornés de la parure de fibulae et de laurier.

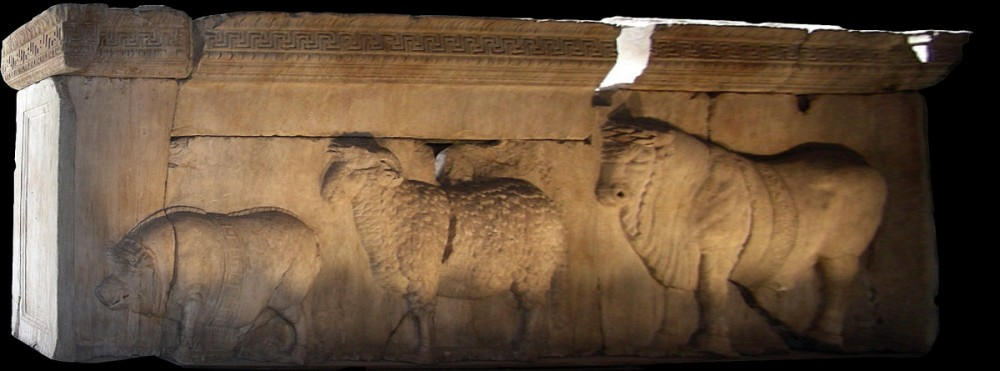
Procession des suovetaurilia.

Les faces externes sont quant à elles décorées de deux scènes qui renvoient à des évènements historiques se déroulant sous Trajan à moins que la deuxième scène ne représente plutôt un évènement du début du règne d'Hadrien auquel les archéologues ont récemment attribué la réalisation des reliefs. Les deux scènes se déroulent sur le Forum dont les monuments sont représentés en arrière-plan. Sur chaque scène, au premier plan à une extrémité, on remarque la présence de la statue de Marsyas.

### Premier panneau

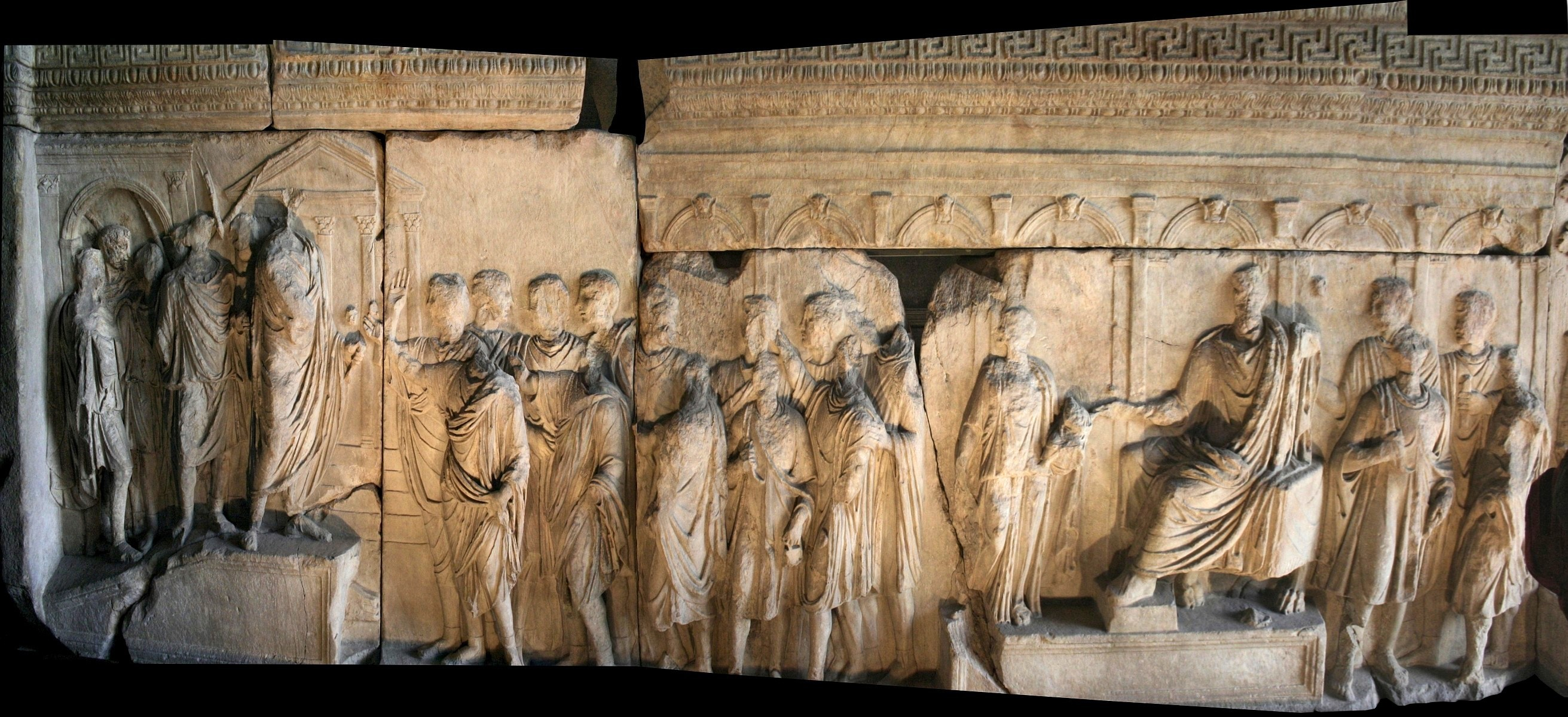
Premier panneau : institution des Alimenta.

Le relief de ce panneau représente probablement l'institution de l'Alimenta par Trajan, un système de prêts accordés aux propriétaires italiens et dont les intérêts servent à financer une aide versée aux enfants pauvres. À gauche, l'empereur se tient sur les Rostres, entouré de licteurs, s'adresse à la foule sur le Forum et semble distribuer de l'argent. Au centre, l'empereur est maintenant installé sur un podium placé au milieu du Forum, accompagné d'une figure féminine qui porte un enfant en bas âge dans les bras, une personnification de l'Italie.

### Deuxième panneau

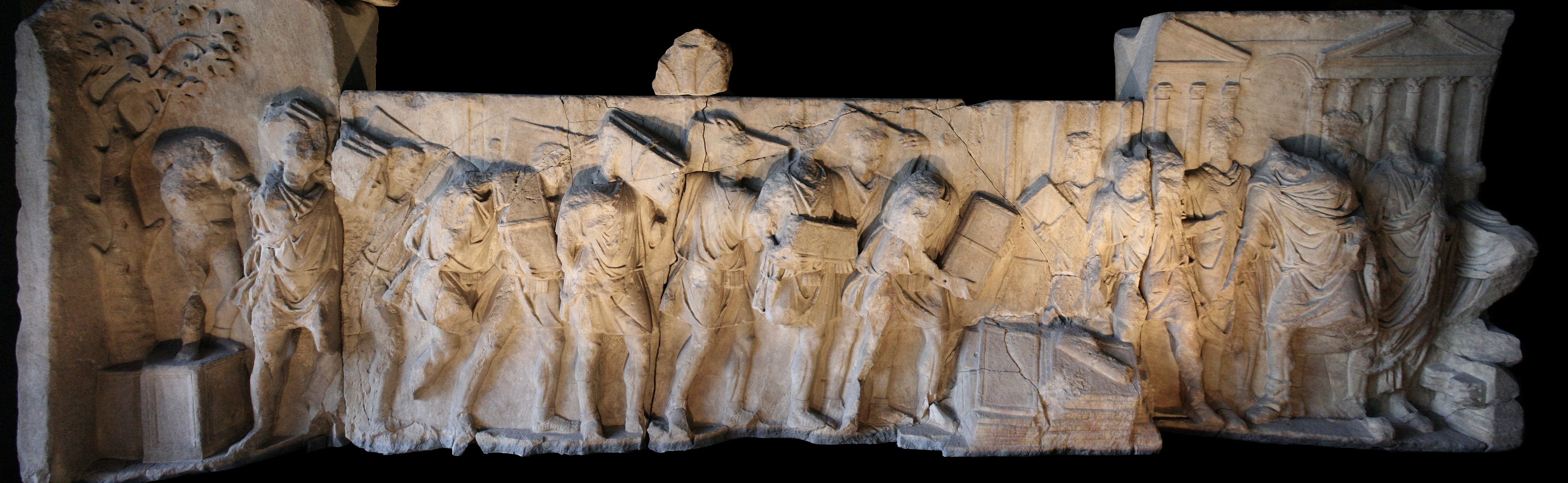
Deuxième panneau : remise des dettes.

Sur le relief de ce deuxième panneau, l'empereur, Trajan, ou Hadrien, tout à fait à droite et qui n'est plus identifiable, donne l'ordre de brûler des documents entassés devant les Rostres. Ces tablettes liées deux à deux par une courroie (volumina) sont les registres des impôts non payés (reliqua vetera). D'après Suétone, les impayés au début du règne d'Hadrien représentent une somme de 900 millions de sesterces et les registres ont effectivement été brûlés en janvier 118. Par contre l'évènement se déroule traditionnellement sur le forum de Trajan et non sur le Forum Romain, l'artiste ayant peut-être voulu restituer la scène dans un décor plus symbolique.

« Ne négligeant rien de ce qui pouvait lui assurer l'affection des peuples, il remit aux particuliers, dans Rome et dans l'Italie, toutes leurs dettes envers le fisc. Quant aux provinces, il les tint quittes aussi des sommes considérables qu'elles restaient devoir ; et, pour donner toute sécurité aux débiteurs, il fit brûler, dans le forum de Trajan, toutes leurs obligations. »

— Histoire Auguste (traduction de Baudement, 1845), Vie d'Hadrien, VII
Mais il est plus probable que les deux panneaux, qui se lisent l'un à la suite de l'autre, aient été sculptés en même temps et représentent tous deux des évènements du principat de Trajan qui a lui aussi, peu après sa victoire sur les Daces en 102, fait annuler les dettes aux débiteurs de l'État,.

### Représentation du Forum
En arrière-plan de chacune des deux scènes est représentée une succession de monuments. Il semble que ce soit le même côté du Forum, le côté sud, qui apparaît sur les deux scènes, vu par un spectateur depuis le côté nord et qui se tient à la hauteur de la statue de Marsyas, comme l'indique le fait que sur les deux panneaux, la statue se tient à droite du ficus ruminalis. Ce groupe sert de point de repère et de trait d'union entre les deux décors qui se suivent.
Sur le premier panneau, on reconnaît de gauche à droite les Rostres de César, l'arc d'Auguste, le temple des Dioscures (corinthien), le Vicus Tuscus (représenté par un espace vide) et les arcades de la basilique Julia. Sur le deuxième panneau, toujours de gauche à droite, apparaissent la suite des arcades de la basilique, un espace vide pour le Vicus Iugarius, le temple de Saturne (ionique), un arc marquant le départ du Clivus Capitolinus, le temple de Vespasien (corinthien) et enfin les Rostres.

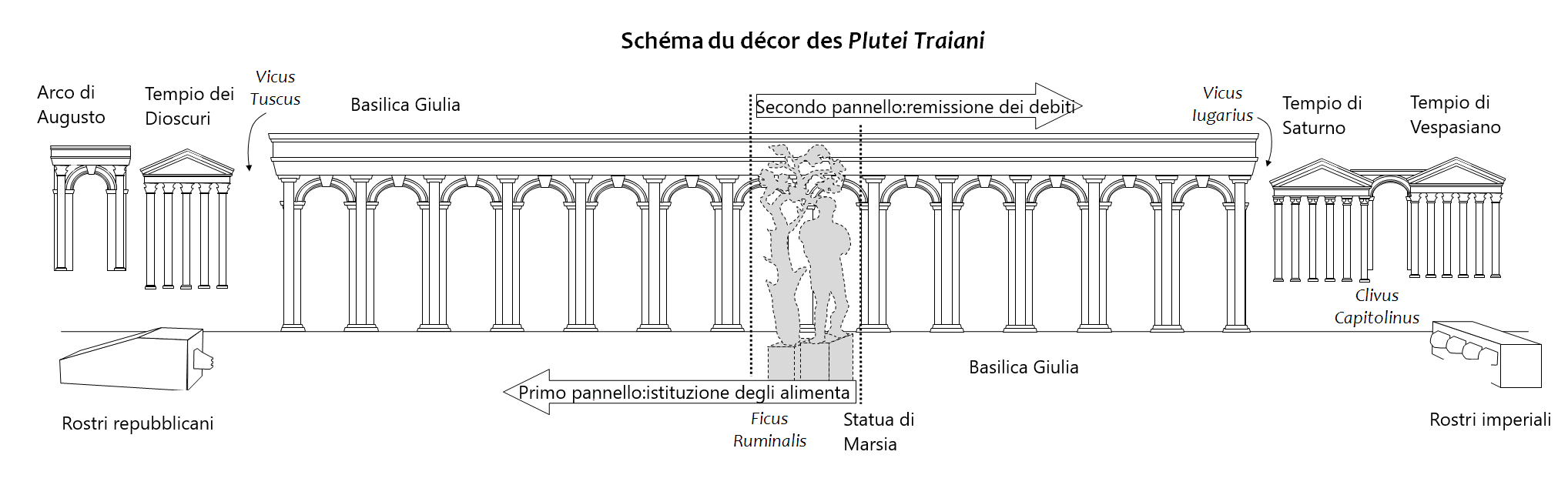
Schéma du décor en arrière-plan des deux principaux panneaux.